# Campylorhynchus nuchalis
El cucarachero chocorocoy (Campylorhynchus nuchalis) es un ave que se encuentra en las sabanas del norte de Colombia y en el centro de Venezuela. Vive en bosques secos, ribereños, o tierras de cultivo, y se encuentra en alturas de hasta 800 m.
El cucarachero chocorocoy ha atraído considerable atención científica porque es un buen ejemplo de cría cooperativa. Vive en grupos que van de 2 a 10 aves adultas. De éstos, solamente un par cría, poniendo huevos al principio de la estación lluviosa (mayo a septiembre). Sin embargo, todos los miembros del grupo participan en la defensa del territorio, y en la alimentación de los jóvenes tanto en el nido y después de la zambullida. Por lo tanto, califican como ayudantes en el nido.
Los miembros no reproductores del grupo suelen ser descendientes o hermanos de los actuales progenitores reproductores. Después de una o dos temporadas, las hembras normalmente dejan sus grupos natales y se unen a otro nido como ayudantes, típicamente en un territorio vecino. Los machos, sin embargo, por lo general permanecen en su nido natal y si sobreviven heredarán la posición de cría de machos (aunque en algunas circunstancias también se dispersan). Si el macho reproductor actual muere o es eliminado, el siguiente macho más viejo del grupo normalmente asume su posición.
Este sistema de cría puede haber evolucionado como resultado de la selección de parentesco, pero Wiley y Rabenold (1984) han demostrado que el comportamiento de los machos de "hacer cola" para el estado de macho reproductor puede ser una estrategia evolutivamente estable proporcionando algunos Condiciones plausibles. Formalmente, la situación tiene las características del juego del dilema de un preso que se juega repetidamente entre los mismos socios, y en este caso la "defección" - saltar la cola - no sería ventajosa.

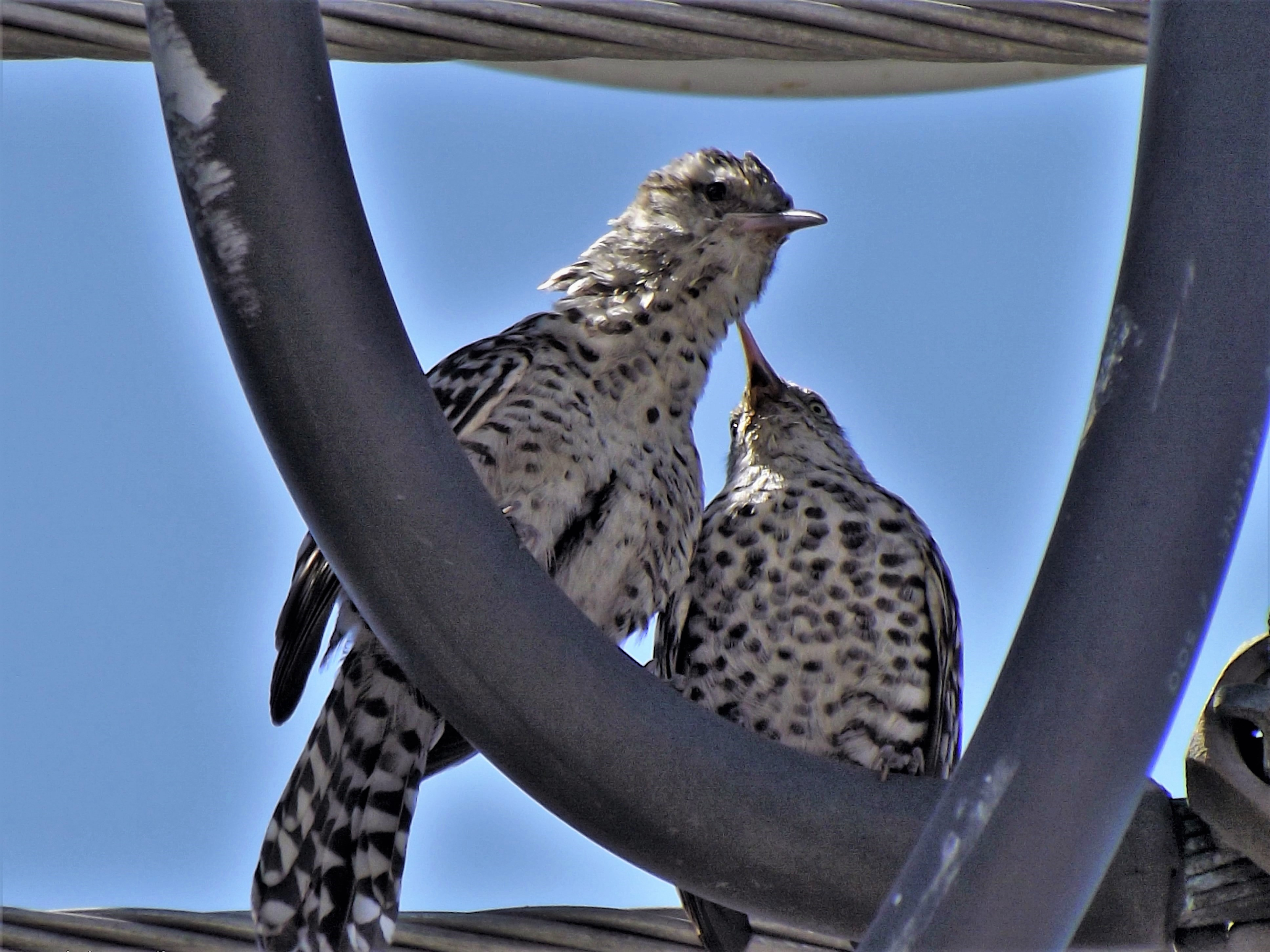
Pareja de Cucarachero chocorocoy

Algunos de los llamados de tirantes con respaldo de franjas muestran variaciones individuales que son consistentes de padre a hijo. Este es un ejemplo potencial de la formación de un dialecto en la canción de pájaro. Las llamadas familiares distintivas parecen ser usadas para mantener el contacto social entre los miembros del grupo cooperativo de cría.
Como cabría esperar en una especie en la que ambos sexos participan en el cuidado parental, el cucarachero chocorocoy no muestra ningún dimorfismo sexual en apariencia.